# Display Power Management Signaling
Display Power Management Signaling (DPMS) ist eine 2003 durch die Video Electronics Standards Association (VESA) spezifizierte Methode, mit der die Grafikkarte eines Computers dem daran angeschlossenen Computermonitor mitteilen kann, wann er in einen Energiesparzustand („Stand by“, „Suspend“ oder „Power Off“) umschalten soll. Dazu müssen sowohl die Grafikkarte als auch der Monitor DPMS unterstützen.